# The Mackenzies
The Mackenzies est un groupe de rock indépendant britannique, originaire de Glasgow, en Écosse. The Mackenzies mêlent des influences funk et punk à un chant exacerbé. Il est l'un des cinq groupes du label Ron Johnson Records à figurer sur la célèbre compilation C86, avec le titre Big Jim (There's No Pub in Heaven).

## Biographie
Les MacKenzies sont formés en 1986. Le quatuor comprend Gary Weir (chant), Iain Beveridge (guitare), Peter Gilmour (basse) et Paul Turnbull (batterie). Les concerts du groupe se font avec la participation de percussionnistes invités (Scott Brown, Ann Quinn) et de saxophonistes (Peter Ellen).
Dans les deux années de leur existence, The MacKenzies publient le single New Breed/Dog's Breakfast (1986), et un EP A Sensual Assault (1987), qui atteindront les UK Indie Charts à la 15e et 22e place respectivement. De plus, la chanson Big Jim est incluse dans la compilation C86 du magazine NME, sortie en 1986, et a eu un impact significatif sur le développement de toute la scène indépendante britannique. Le groupe a aussi enregistré deux sessions radio sur la BBC Radio One avec John Peel.
Après la dissolution du groupe, Graham Lironi et Paul Turnbull rejoignent The Secret Goldfish. 

## Discographie

### EP
- 1987 : A Sensual Assault

### Singles
- 1986 : New Breeds (Ron Johnson, Zron 9)
- 1987 : A Sensual Assault